# Calochortus fuscus
Calochortus fuscus là một loài thực vật có hoa trong họ Liliaceae. Loài này được Schult.f. miêu tả khoa học đầu tiên năm 1829.